# Haloarcula marismortui
Haloarcula marismortui ist eine Spezies (Art) mesophiler (mäßig thermophiler), aber extrem halophiler (salzliebender) roter Archaeen der Gattung Haloarcula. Haloarcula marismortui wurde im Toten Meer gefunden, hier herrschen extreme Salzgehalte.

## Merkmale
H. marismortui ist ein rotes gramnegatives Archaeon mit einer Zellgröße von 1.0-2.0 × 2.0-3.0 μm (Durchmesser × Länge).
Die Zellen sind pleomorph (unregelmäßig gestaltet) und erscheinen als kurze Stäbchen bis Rechtecke. H. marismortui ist über ein Archaellum (Archaeen-Geißel) beweglich und besitzt eine Zellmembran, in der u. a. Archeol (Dietherlipide, die in Archeen vorkommen) und Glykoproteine vorhanden sind.
Das Vorkommen von H. marismortui im Toten Meer bedeutet eine Umgebung mit hohem Salzgehalt, geringer Sauerstofflöslichkeit und hoher Lichtintensität. H. marismortui lebt in einem pH-Bereich von 5,5-8,0. Das Wachstum kann in einem weiten Bereich von NaCl-Konzentrationen zwischen 5 und 35 % stattfinden (optimales Wachstum bei 15 bis 25 %). Das Temperaturoptimum liegt zwischen 40 und 50 °C.
Wie andere halophile Archaeen gedeiht H. marismortui in dieser extremen Umgebung aufgrund verschiedener Anpassungen in der Proteinstruktur, den Stoffwechselwegen und den physiologischen Reaktionen.

## Metabolismus
H. marismortui ist ein aerober chemoorganotropher Organismus, der die Glykolyse und einen modifizierten Entner-Doudoroff-Weg für den Abbau von Nährstoffen nutzt.
Das Archaeon nutzt Energiequellen wie Glukose, Saccharose, Fruktose, Glycerin, Malat, Acetat und Succinat und erzeugt Stickstoff, metabolischen Kohlenstoff und Säure als Nebenprodukte. Es kann auch anaerob wachsen, indem es Nitrat als Elektronenakzeptor nutzt.

## Genom und mögliche Anwendungen
Wegen der Fähigkeit, in einer extremen Umgebung zu überleben, war es von hoher Bedeutung, sein Genom zu sequenzieren. Es ist für eine derartige Umgebung mit extrem hohen Salzgehalteb nicht selbstverständlich, dass es Organismen gibt, die aufgrund von Anpassungen in der Lage sind, dort nicht nur zu überleben, sondern auch zu wachsen und sich zu vermehren. Daher ist es wichtig zu verstehen, welche physiologischen Reaktionen einem solchen Organismus zu eigen sind.
Die Analyse des Genoms unterstützt bereits früher vorgeschlagene Merkmale halophiler Archaeen, wie das saure Proteom sowie eine besondere eigene Evolution ihrer Genomarchitektur.
H. marismortui ist einer der wenigen Prokaryoten, dessen große Untereinheit der ribosomalen RNA (englisch large subunit, LSU der rRNA) bisher für Strukturanalysen kristallisiert wurde (neben Deinococcus radiodurans).
Im Genom von H. marismortui wurde eine ungewöhnlich große Anzahl von regulatorischen Genen gefunden, die eine Anpassung an wechselnde Umweltbedingungen ermöglichen.
Dies deutet auf eine noch höhere Fitness in extremen Umgebungen im Vergleich zu anderen Haloarchaeen hin.
Ein besseres Verständnis der Genregulation sowie die genauen Mechanismen der Protein-Protein- und Protein-DNA-Wechselwirkungen Interaktionen könnte einen Rahmen für künftige biotechnologische Anwendungen bieten.
Das Genom von H. marismortui ist in neun zirkulären Replikons organisiert, deren individueller G+C-Gehalt zwischen 54 und 62 % schwankt.
Das Genom enthält insgesamt 4.274.642 Basenpaare, entsprechend 4.366 Genen (Referenzstamm ATCC:43049).
Die DNA kodiert für eine große Familie von Proteinen mit mehreren Domänen, die als Sensoren und Regulatoren fungieren, darunter die Opsinproteine „Sop I & II, Hop, & Bop“.
Diese Proteine tragen dazu bei, physiologische Ionenkonzentrationen aufrechtzuerhalten, die Phototaxis zu erleichtern und chemische Energie über einen Protonengradienten zu erzeugen.
Offenbar besitzt H. marismortui einen eine große Zahl von „paralogen“ Genen, die dieselbe Funktion ausüben, aber unter verschiedenen Umweltbedingungen aktiv werden, so dass der Organismus auf wechselnde Umweltbedingungen („Umweltstress“) angemessen reagieren und seine Systeme aufrechterhalten kann.
Das Genom kodiert für eine große Familie von Multidomänen-Proteinen, die als Umweltregulatoren und -sensoren fungieren. Beispielsweise haben mehrere Gene einen Einfluss auf die Temperaturkontrolle (rrnA/rrnB/rrnC) und die Zellmotilität, d. h. Bewegungsfähigkeit (FlaA2 & FlaB).
Dies ermöglicht H. marimortui das Überleben unter sehr unterschiedlichen Umweltbedingungen.
Diese hohe Anpassungsfähigkeit an die Umwelt macht H. marismortui zu einem idealen Kandidaten für die kommende Forschung zur Bioremediation mit dem Potenzial, seine Umweltsensorik-Gene für die Umweltsanierung zu nutzen.

## Systematik
Die Art Haloarcula marismortui wurde zuerst im Jahr 1940 als Halobacterium maris-mortui von Elazari Volcani beschrieben. Allerdings ging der Stamm verloren. In den 1960er Jahren wurde ein neuer Halobacterium-Stamm von Margaret Ginzburg et al. im Toten Meer isoliert. Dieser Stamm wurde ursprünglich als "Halobacterium of the Dead Sea" bezeichnet.
Die Beschreibung des neuen Isolats ähnelte jedoch stark der der Artbeschreibung von Halobacterium marismortui, und E. Volcani selbst stimmte zu, dass der Stamm
mit dem ursprünglichen Isolat übereinstimmte. Weiterführende Studien bezüglich der Eigenschaften des Bakteriums und der Eingliederung in die Systematik der Bakterien führte im Jahr 1990 dazu, das  Halobacterium marismortui den neuen Namen Haloarcula marismortui bekam. Sie wird in die Familie Haloarculaceae gestellt (Stand Februar 2022). Früher wurde sie der Familie Halobacteriaceae zugeordnet (beide Familien gehören zur Ordnung Halobacteriales der Euryarchaeota). Zu der Gattung  Haloarcula werden ca. 10 Arten gestellt (Februar 2020).
H. marismortui ist sehr eng mit der Schwesterspezies H. vallismortis aus dem kalifornischen Teil des Death Valley verwandt, unterscheidet sich aber in ihrer Zellmorphologie (Biologie) und der Fähigkeit, verschiedene Zucker und andere Verbindungen zu nutzen.

## Namensgebung
Der Gattungsname Haloarcula leitet sich ab von altgriechisch ἅλς háls, deutsch ‚Salz, Meer‘, Genitiv halos; und von lateinisch arcula, deutsch ‚Kästchen‘, englisch small box; bedeutet also „Salz (benötigendes) Kästchen“.
Das Art-Epitheton marismortui leitet sich ab von lateinisch maris ‚des Meeres‘ und mortuus ‚tot‘, bedeutet somit „Totes Meer“.